# Pasilobus antongilensis
Pasilobus antongilensis is een spinnensoort in de taxonomische indeling van de wielwebspinnen (Araneidae).
Het dier behoort tot het geslacht Pasilobus. De wetenschappelijke naam van de soort werd voor het eerst geldig gepubliceerd in 2000 door M. Emerit.